# Sân vận động Lemon Gas Hiratsuka
Sân vận động Lemon Gas Hiratsuka (Lemon Gas スタジアム平塚 Lemon Gas Stadium Hiratsuka) là một sân vận động đa năng nằm ở Hiratsuka, Kanagawa, Nhật Bản. Sân được sử dụng chủ yếu cho các trận đấu bóng đá. Đây là sân nhà của câu lạc bộ Shonan Bellmare. Sân vận động có sức chứa 15.380 khán giả.